# Jacob Riis
Jacob Riis (anglès: Jacob August Riis)  (Ribe, 3 de maig de 1849 - Barre, 26 de maig de 1914) va ser un reformador social danès-estatunidenc, periodista i fotògraf de documentals socials. Va contribuir significativament a la causa de la reforma urbana a Amèrica a principis del segle xx. És conegut per utilitzar el seu talent fotogràfic i periodístic per ajudar els pobres a la ciutat de Nova York. Aquests van ser objecte de la majoria dels seus escrits i fotografies. Va aprovar la implementació de "habitatges model" a Nova York amb l'ajuda de l'humanitari Lawrence Veiller. A més, com un dels defensors més famosos de la fotografia casual, és considerat un dels pares de la fotografia a causa de la seva adopció del flash a la fotografia.
Mentre vivia a Nova York, Riis va experimentar la pobresa i es va convertir en un periodista policial escrivint sobre la qualitat de vida als barris marginals. Va intentar pal·liar les males condicions de vida de la gent pobre exposant les seves condicions de vida a les classes mitjanes i altes.

## Biografia

### Primers anys
Nascut el 1849 a Ribe, Dinamarca, Jacob Riis va ser el tercer de 15 fills (un dels quals, una neboda òrfena, va ser acollit) de Niels Edward Riis, mestre d'escola i escriptor del diari local Ribe, i Carolina Riis, una mestressa de casa. Entre els 15, només Jacob, una germana, i la germana adoptiva van sobreviure fins al segle xx. Riis va ser influenciat pel seu pare, qui el va fer llegir per aprendre anglès la revista All the Year Round de Charles Dickens i les novel·les de James Fenimore Cooper.
Jacob va tenir una infància feliç però va viure una tragèdia als onze anys quan el seu germà Teodor, un any més jove, es va ofegar. Mai va oblidar el dolor de la seva mare.
Amb onze o dotze anys donava tots els diners que tenia i els donava a una pobre família que vivia en una casa humil.
Encara que el seu pare esperava que Jacob tingués una carrera literària, Jacob volia ser fuster. Quan tenia 16 anys, es va enamorar d'Elisabeth Gjørtz, la filla adoptiva de 12 anys del propietari de l'empresa per a la qual treballava com a aprenent de fuster. El pare va desaprovar les seves decisions i Riis es va veure obligat a viatjar a Copenhaguen per completar el seu aprenentatge de fusteria. Riis va tornar a Ribe l'any 1868 als 19 anys. Desanimat per la poca disponibilitat laboral a la regió i el desfavor de Gjørtz a la seva proposta de matrimoni, Riis va decidir emigrar als Estats Units.

### Emigració als Estats Units
Riis va emigrar a Amèrica el 1870, quan tenia 21 anys, buscant feina com a fuster. Primer va viatjar en vaixell des de Copenhaguen fins a Glasgow.
Va desembarcar en Nova York el 5 de Juny, on hi havia milers d'immigrants. Vint-i-quatre mil persones buscasen vivenda en zones urbanes.
Riis va trobar feina com a fuster a Brady's Bend Iron Works al riu Allegheny sobre Pittsburgh. Després d'uns dies, va començar a explotar la mineria per augmentar el sou, però ràpidament va reprendre la fusteria. Assabentat el 19 de juliol de 1870 que França havia declarat la guerra a Alemanya, esperava que Dinamarca s'unís a França per venjar la presa prusiana de Schleswig, i va decidir lluitar per França. Va tornar a Nova York i, després d'haver empenyorat la majoria de les seves possessions i sense diners, va intentar allistar-se al consolat francès, però li van dir que no hi havia cap pla per enviar un exèrcit voluntari des d'Amèrica. Va sortir de Nova York fins al Fordham College.
Després d'un breu període de treball agrícola i feines ocasionals a Mount Vernon, Nova York, Riis va tornar a Nova York. Era indigent, tot i així, va trobar feina a una fàbrica de maons de Little Washington a Nova Jersey i va estar-hi durant sis setmanes fins que va saber que un grup de voluntaris anaven a la guerra. Aleshores va marxar amb ells.

### Periodisme incipient
Riis va veure un anunci, a un diari de Long Island, on oferien faina per un editor. El va sol·licitar i va ser nomenat editor de la ciutat. Ràpidament es va adonar de per què la feina havia estat disponible: el redactor en cap era deshonest i endeutat. Riis va marxar en dues setmanes.
De nou a l'atur, Riis va tornar al Barri dels Cinc Punts. Estava assegut davant de la Cooper Union un dia quan el director de l'escola on abans havia après a telegrafia el va veure. Va dir que si Riis no tenia res millor a fer, aleshores la New York News Association estava buscant un aprenent. Riis va anar a una entrevista. Malgrat la seva aparença desordenada, el van enviar a una tasca de prova: observar i escriure sobre un dinar a la Casa Astor. Riis va cobrir l'esdeveniment de manera competent i va aconseguir la feina.
Riis va poder escriure sobre les comunitats d'immigrants pobres. Va fer bé la seva feina i va ser ascendit a redactor d'un setmanari, el News. Simultàniament, Riis va rebre una carta de casa que relatava que els seus germans grans, una tieta, i el promès d'Elisabeth Gjørtz havien mort. Riis va escriure a Elisabeth per proposar-li un negoci, i amb 75 dòlars dels seus estalvis, va comprar la companyia News.
Riis va treballar molt al seu diari i aviat va pagar els seus deutes. Mentrestant, va rebre una acceptació provisional d'Elisabeth, que li va demanar que vingués a Dinamarca per ella. Convenientment, els polítics es van oferir a recomprar el diari per cinc vegades el preu que havia pagat Riis; així va poder arribar a Dinamarca amb una quantitat substancial de diners.
Després d'uns mesos a Dinamarca, la parella acabada de casar va arribar a Nova York. Riis va treballar breument com a editor d'un diari del sud de Brooklyn, el Brooklyn News.

### Fotografia
Riis feia temps que es preguntava com mostrar la miseria de la qual escrivia amb més vivacitat del que les seves paraules podien expressar. Va intentar dibuixar, però era incompetent en això. Les lents de les càmeres de la dècada de 1880 eren lentes, igual que l'emulsió de plaques fotogràfiques; Per tant, la fotografia no semblava servir de res per informar sobre les condicions de vida en interiors foscos. A principis de 1887, Riis es va sorprendre en llegir que "s'havia descobert una manera de fer fotos amb llanterna. El racó més fosc podria ser fotografiat d'aquesta manera". La innovació alemanya, d'Adolf Miethe i Johannes Gaedicke, era una barreja de magnesi amb clorat de potassi i una mica de sulfur d'antimoni per a més estabilitat; la pols s'utilitzava en un dispositiu semblant a una pistola que disparava cartutxos. Aquesta va ser la introducció de la fotografia amb flash.
Reconeixent el potencial del flash, Riis va informar a un amic, el doctor John Nagle, cap de l'Oficina d'Estadístiques Vitals del Departament de Salut de la ciutat, que també era un gran fotògraf aficionat. Nagle va trobar dos amics fotògrafs més, Henry Piffard i Richard Hoe Lawrence, i tots quatre van començar a fotografiar els barris marginals. El seu primer informe es va publicar al diari de Nova York The Sun el 12 de febrer de 1888; es tractava d'un article sense signar de Riis. Les "imatges del crim i la misèria de la ciutat de nit i de dia" es descriuen com una base per a una conferència anomenada "L'altra meitat: com viu i mor a Nova York". L'article es va il·lustrar amb dotze dibuixos basats en les fotografies.
Riis i els seus fotògrafs van ser dels primers nord-americans a utilitzar la fotografia amb flash. Les làmpades de pistola eren perilloses i semblaven amenaçadores, aviat serien substituïdes per un altre mètode pel qual Riis va encendre pols de magnesi en una paella. El procés va implicar treure la tapa de la lent, encendre la pols de flaix i substituir la tapa de la lent; el temps necessari per encendre el flaix en pols de vegades va permetre una imatge borrosa visible creada pel mateix. El primer equip de Riis, aviat es va cansar de les darreres hores, i Riis va haver de buscar una altra ajuda. Nagle va suggerir que Riis hauria de ser autosuficient, així que el gener de 1888 Riis va pagar 25 dòlars per una càmera de caixa 4×5, suports per a plaques, un trípode i equips per desenvolupar i imprimir. Va portar l'equip al cementiri del camp del terrisser a Hart Island per practicar, fent dues exposicions. El resultat va ser seriosament sobreexposat.
Durant tres anys, Riis va combinar les seves pròpies fotografies amb altres d'encàrrecs de professionals, donacions d'aficionats i compra de diapositives de llanterna, tot això va constituir la base del seu arxiu fotogràfic. A causa de la feina nocturna, va poder fotografiar els pitjors elements dels barris marginals de Nova York, els carrers foscos, els apartaments i les immersions de "cervesa rancia", i va documentar les dificultats a què s'enfronten els pobres i els criminals, especialment als voltants. del famós carrer Mulberry.
Així, va convertir-se en el pare del foto-documentalisme social.